# Christopher Haigh
Christopher Haigh est un historien britannique spécialisé dans la religion et la politique autour de la Réforme anglaise. Jusqu'à sa retraite en 2009, il est enseignant en histoire moderne à Christ Church, Oxford et maître de conférences à l'Université d'Oxford.

## Biographie
Il fait ses études au Churchill College, à Cambridge et à l'Université de Manchester. Haigh est un révisionniste très influent dans l'historiographie Tudor et sur la Réforme anglaise. Les écrits de Haigh montrent surtout que, contrairement aux conceptions orthodoxes de la Réforme anglaise, la réforme religieuse est extrêmement complexe et varie considérablement au niveau paroissial. Haigh est également reconnu pour son travail visant à diminuer l'importance attribuée à l'anticléricalisme avant 1530,. Son révisionnisme fait partie d'une vague plus large dans l'historiographie Tudor avec d'autres historiens comme Eamon Duffy.

## Travaux
- Reformation and Resistance in Tudor Lancashire, Cambridge University Press, 1975
- The English Reformation Revised, Cambridge University Press, 1987
- English Reformations: Religion, Politics and Society under the Tudors, Oxford University Press, 1993
- Politics in an Age of Peace and War, 1570-1630 in The Oxford Illustrated History of Tudor and Stuart Britain, Oxford, 1996, pp. 330–360
- Elizabeth I, London, 1988
- Success and Failure in the English Reformation, Past & Present. Vol 173 (1) (2001) pp. 28–49
- The Troubles of Thomas Pestell: Parish Squabbles and Ecclesiastical Politics in Caroline England, Journal of British Studies. Vol 41 (2002) pp. 403–428
- The Reformation in England to 1603 in The Blackwell Companion to the Reformation, Oxford, 2003
- Clergy JPs in England and Wales, 1590-1640, The Historical Journal, vol 47, 2004, pp. 233–259
- The Character of an Antipuritan, Sixteenth Century Journal, vol XXXV, 2004, pp. 671–88
- A G Dickens and the English Reformation, Historical Research, vol 77, 2004, pp. 24–38
- The Plain Man's Pathways to Heaven: Kinds of Christianity in Post-Reformation England, 1570-1640, Oxford University Press, 2007